# 76 (عدد)
76 (ستة وسبعون) هو عدد طبيعي يلي العدد 75 ويسبق العدد 77.